# Heteroplectron americanum
Heteroplectron americanum är en nattsländeart som först beskrevs av Walker 1852.  Heteroplectron americanum ingår i släktet Heteroplectron och familjen Calamoceratidae. Inga underarter finns listade i Catalogue of Life.